# عقاب مارخور نواری جنوبی
عقاب مارخور نواری جنوبی (نام علمی: Circaetus fasciolatus) نام یک گونه از سرده عقاب مارخور است.